# Sery kwasowe

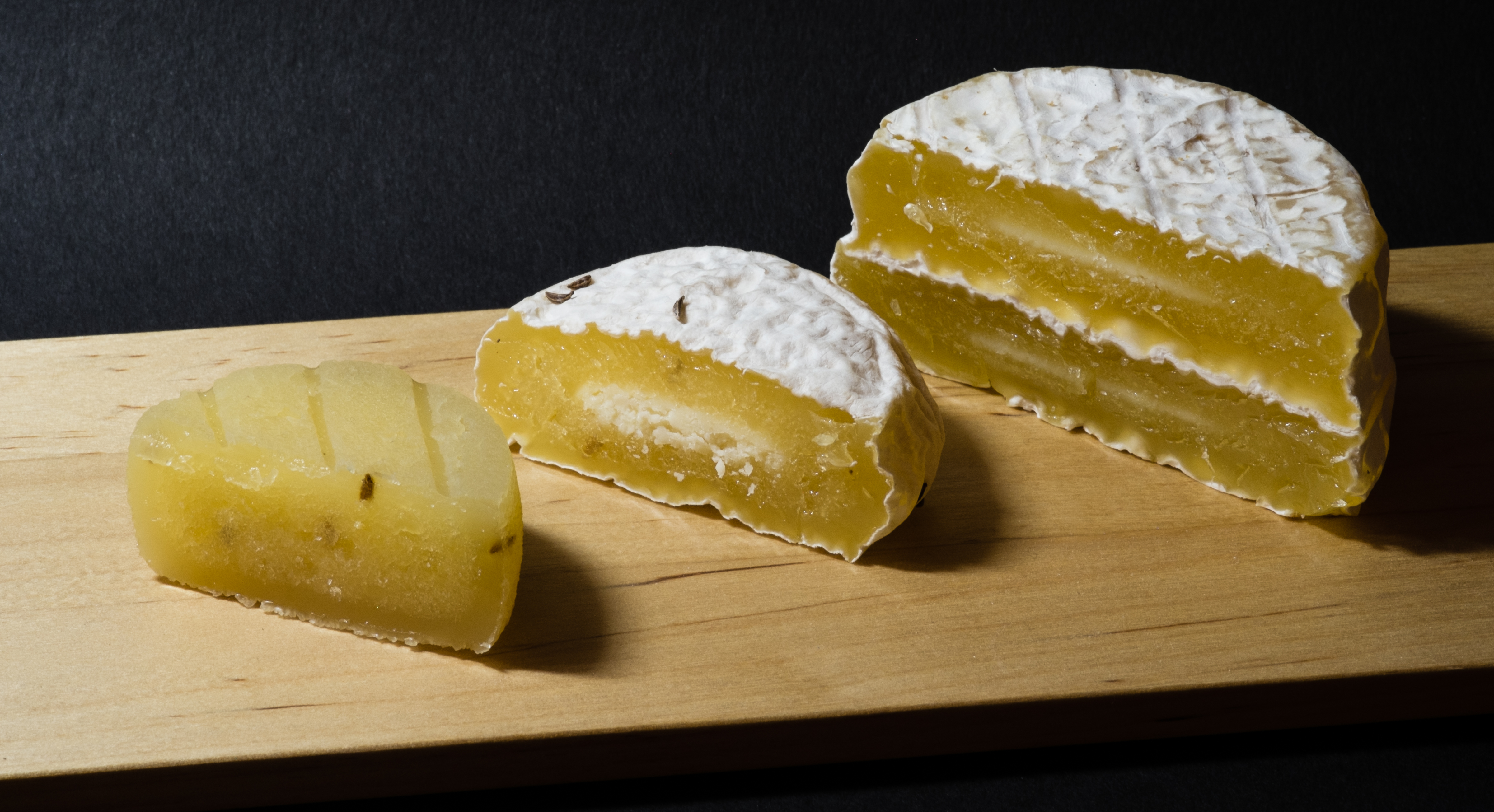
Różne sery z kwaśnego mleka; od lewej do prawej: Harzer Rolle, Harzer Countertaler, Korbkäse.

Sery kwasowe – to rodzaj serów, w których masa serowa otrzymywana jest przez ścinanie mleka zakwasem, może być to zwykły sok z cytryny, kwasek cytrynowy, ocet lub inne podobne substancje. W tradycyjnym gospodarskim wyrobie wykorzystuje się kwas mlekowy powstający w naturalny sposób przy fermentacji mleka. Sery kwasowe są serami twarogowymi.